# Sundholmen, Haparanda
Sundholmen är Sveriges östligaste punkt på fastlandet och är beläget vid Torneälvens mynning i södra Haparanda.
Klockaren Björnström var den första att bebygga denna plats på 1750-talet där han hade sitt hemman Holmen. Mellan 1924 och 2003 ägdes Sundholmen av släkten Lindroth. Köpmannen Karl Lindroth bedrev räv- och minkuppfödning på Sundholmen och från 1960-talet har Sundholmen varit en campingplats.
2006 köptes Sundholmen av nya ägare som tänker utöka och förnya campingverksamheten samtidigt som de har av avsikt att förvalta det gamla arvet från förr. Campingplatsen benämns numera Cape East. 
Under våren 2015 upphörde Migrationsverket sin verksamhet där då allt för få placerades där.
Under 2020 spelades Örådet till 2021-års upplaga av TV4:s dokusåpa Robinson in på Sundholmen. Rekvisitan till Örådet finns kvar på inspelningsplatsen och finns att besöka med gångavstånd från Cape East.